# Brodie Croft

a Compétitions nationales et continentales officielles uniquement.

Brodie Croft, né le 14 juillet 1997 à Dalby (Australie), est un joueur de rugby à XIII australien évoluant au poste de demi de mêlée ou de demi d'ouverture.
Il fait ses débuts en National Rugby League (« NRL ») avec le Storm de Melbourne lors de la saison 2016. Doublure de Cooper Cronk les deux premières années, le départ de ce dernier en 2018 lui permet d'avoir plus de temps de jeu. Il remporte le NRL en 2017 mais ne dispute pas la finale.

## Palmarès
- Collectif :
  - Vainqueur du World Club Challenge : 2018 (Melbourne).
  - Vainqueur du National Rugby League : 2017[1] (Melbourne).
  - Finaliste de la National Rugby League : 2018 (Melbourne).

- Individuel :
  - Man of Steel Award : 2022 (Salford).
  - Albert Goldthorpe Medal : 2022 (Salford).
  - Nommé dans l'équipe type de Super League : 2022 (Salford)

### En club

#### Statistiques
| Saison | Club              | Compétition           | Matchs | Points | Essais | Goals | Drops |
| ------ | ----------------- | --------------------- | ------ | ------ | ------ | ----- | ----- |
| 2016   | Melbourne Storm   | National Rugby League | 1      | -      | -      | -     | -     |
| 2017   | Melbourne Storm   | National Rugby League | 4      | 17     | -      | -     | 1     |
| 2018   | Melbourne Storm   | National Rugby League | 12     | 22     | 3      | 5     | -     |
| 2019   | Melbourne Storm   | National Rugby League | 22     | 29     | 5      | 4     | -     |
| 2020   | Brisbane Broncos  | National Rugby League | 14     | 4      | 1      | -     | -     |
| 2021   | Brisbane Broncos  | National Rugby League | 12     | 4      | 1      | -     | -     |
| 2022   | Salford City Reds | Super League          | 28     | 28     | 7      | -     | -     |